# Fernando Ansola
Fernando Ansola (Elgoibar, 27 gennaio 1940 – 30 giugno 1986) è stato un calciatore spagnolo, di ruolo attaccante.

## Carriera
Giocò nella Liga con Oviedo, Betis Siviglia, Valencia e Real Sociedad. Vinse una Copa del Rey nel 1967 ed un campionato nel 1971, ambedue con il Valencia.

## Palmarès

### Club

#### Competizioni nazionali
- Campionato spagnolo: 1

Valencia: 1970-1971
- Coppa di Spagna: 1

Valencia: 1966-1967